# Mauro Cía
Mauro Cía est un boxeur argentin né le 3 juillet 1919 à Buenos Aires et mort le 3 janvier 1990 dans la même ville.

## Carrière
Sa carrière amateur est principalement marquée par une médaille de bronze remportée aux Jeux olympiques d'été de 1948 à Londres dans la catégorie des poids mi-lourds. il fit une brève carrière cinématographique.

### Jeux olympiques
Médaille de bronze en -80 kg aux Jeux de 1948 à Londres

## Référence
1. ↑  « Olympedia – Mauro Cía », sur www.olympedia.org (consulté le 11 juillet 2022)
2. ↑  (en) Résultats des Jeux olympiques 1980 (amateur-boxing.strefa.pl)